# Ester Roa Rebolledo
Ester Roa Rebolledo (Concepción, 6 de mayo de 1919-Santiago, 5 de septiembre de 2010) fue una abogada y política chilena, miembro del Partido Demócrata Cristiano (PDC). Es conocida por ser la primera alcaldesa mujer de la ciudad de Concepción, cargo que ejerció por dos períodos consecutivos (1956-1960 y 1960-1963).

## Reseña biográfica

### Nacimiento e infancia
Nació en Concepción en 1919, hija de Osvaldo Roa y Rosalina Rebolledo, pertenecientes a una de las más tradicionales familias del Itata y de Concepción. Realizó sus estudios secundarios en el Liceo Fiscal de Niñas, destacándose como una alumna excelente y por su espíritu de servicio. Posteriormente ingresa a estudiar derecho a la Universidad de Chile, titulándose en 1952 con la memoria de tesis "El crimen y la psicología de los valores", convirtiéndose en una de las primeras abogadas en ejercer en la zona.

### Labor como alcaldesa
Perteneciente al Partido Conservador Social Cristiano, postuló a las elecciones municipales de 1956, obteniendo una de las primeras mayorías nacionales. Cuatro años después, y con la fusión de su partido y la Falange Nacional que dio origen a la Democracia Cristiana, postula a la reelección en la alcaldía, de la que resulta vencedora.[cita requerida] Como alcaldesa de Concepción, tuvo una intensa preocupación por los pobres de la ciudad, desposeídos mayores que recibieron su atención y ayuda en mejoramiento urbano y otras necesidades más premiosas. Preocupada de la armonía de la ciudad y de la defensa de sus lugares de esparcimiento destaca su labor en la erradicación de viviendas de emergencia establecidas en el Parque Ecuador, las que databan desde el terremoto de 1939. También tomó sendas medidas para mejorar el aseo y ornato en Concepción.
Durante el terremoto de 1960 que afectó enormemente a la ciudad, tuvo una destacada labor ya que contribuyó con eficiencia a la reconstrucción de la ciudad, y fue una de las pocas autoridades que acompañó al Presidente Jorge Alessandri cuando éste dio cuenta pública de las prontas obras que se concretarían en la zona. 
Dentro de estos avances en la ciudad destaca el encargo de un nuevo Plan Regulador para Concepción, adjudicado al destacado arquitecto Emilio Duhart quien desarrolló visionarias propuestas urbanas impulsando a asumir el destino de metrópolis regional, legando a Concepción una planificación integrada y global de gran vigencia en la actualidad. También cabe destacar  la construcción del Estadio Municipal de Concepción (que hoy lleva su nombre), ubicado en la Avenida Collao. Este hecho generó no pocas críticas al principio, pero que con el tiempo se llevó a cabo gracias al apoyo del gobierno y a las donaciones de la ciudad, evidenciando con ello el tesón y la visión de futuro de la primera autoridad comunal para entregar su obra más destacada en beneficio a la comunidad.

### Siguiente etapa
Con posterioridad a ejercer su cargo como alcaldesa de Concepción, doña Ester Roa se traslada a Santiago en donde se desempeña como vicepresidenta de la Caja de Empleados Municipales de la República, designada por el presidente Eduardo Frei Montalva, para el período 1964-1970. Durante el gobierno de Salvador Allende se desempeña como abogado de la Superintendencia de Seguridad Social. Después de ocurrido el Golpe de Estado de 1973, vuelve a su antiguo cargo de vicepresidenta de la Caja de Empleados Municipales de la República, cargo que desempeñó hasta 1982, debido a la creación de las AFP.
El 7 de noviembre de 1983 fue nombrada por la dictadura cívico militar como Vicepresidenta Ejecutiva de la Caja de Retiros y Previsión Social de los Ferrocarriles del Estado y Directora Ejecutiva del Departamento de Indemnización a Obreros Molineros y Panificadores, en el proceso de desmonte y cierre de los sistemas previsionales sectoriales que existieron previamente a la instalación del sistema de capitalización individual.

### Vida personal
Doña Ester fue una mujer muy inteligente y con un marcado espíritu de servicio, lo que la llevó a tener una notable gestión como alcaldesa en la creación de grandes obras para el desarrollo de la ciudad. Hay que destacar la dimensión del espíritu constructivo de doña Ester, ya que supo obtener recursos para la concreción de sus obras, tomando en cuenta el hecho que en esa época los municipios prácticamente carecían de los propios.
Contrajo matrimonio con el político y militante democratacristiano Tomás Pablo, con quien tuvo 4 hijos: María Ester, Tomás, Rodrigo Alfredo y María del Carmen. 
Doña Ester Roa falleció en Santiago el 5 de septiembre de 2010, a la edad de 91 años.

## Premios y reconocimientos
- 2015: Cambio de nombre del Estadio Municipal de Concepción a Estadio Municipal Ester Roa Rebolledo